# 720p

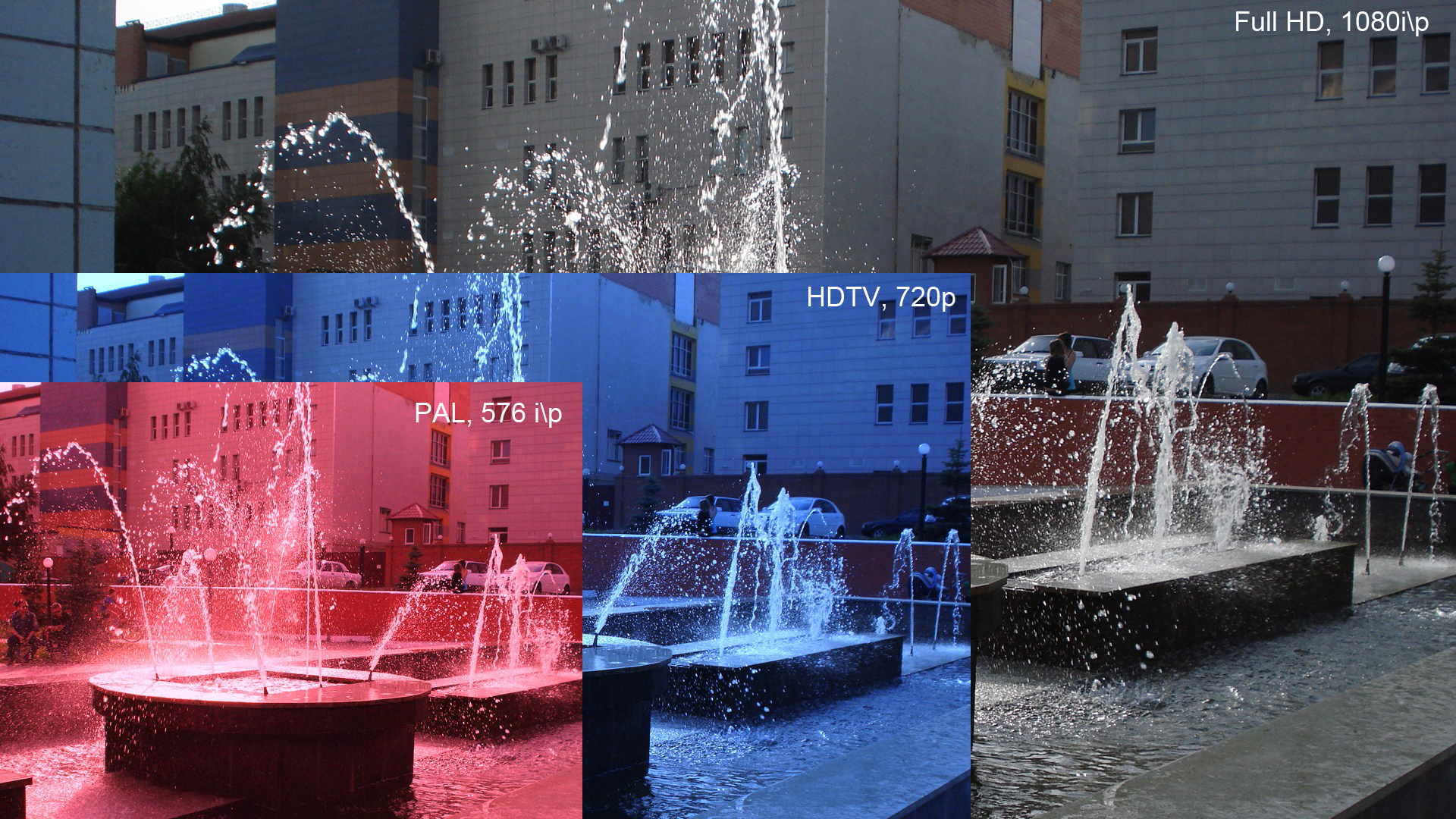
Verschiedene Videoauflösungen im Vergleich

720p ist die geringste Auflösung der Fernsehnorm High Definition Television. „720“ steht für die vertikale Auflösung, „p“ für progressive Bildübertragung.

## Auflösung
720p-Signale werden mit einer Auflösung von 1280×720 Pixeln übertragen und ergeben ein Videosignal von 720 Linien. Die Übertragung von 720p-Signalen erfolgt im Seitenverhältnis 16:9. Bezogen auf Standbilder löst 720p mit 921.600 Bildpunkten etwas mehr als doppelt so hoch wie das PAL-Format mit 414.720 Bildpunkten auf, jedoch weniger als die halbe Auflösung der weltweit marktführenden 1080-Normen, welche 2.073.600 Pixel umfassen.
Die Europäische Rundfunkunion empfiehlt das 720p-Format mit 50 Hz als derzeit optimale Lösung für HDTV.
Alle großen US-Filmstudios, die Unterhaltungselektronik- und Spielekonsolenhersteller, Settop-TV-Anbieter wie Google, Video-on-Demand-Anbieter und Kamerahersteller nutzen bzw. bieten 1080p, 1080psf, 1080i und aufwärts als Minimum an.
Geräte für 720p spielen im Unterhaltungselektronikmarkt oberhalb der Einsteigerklassen keine Rolle mehr, der Marktanteil von 1080p-Geräten liegt bei weit über 90 %. Daher werden für das 720p-Format (1280×720 Pixel) auch kaum mehr Bildschirme hergestellt.
Das Full-HD-Format hat 1920×1080 Pixel, Geräte dafür werden hauptsächlich mit 1080p-Darstellung verkauft.
Ein mit solchen Geräten dargestelltes 720p-Bild muss demnach mit einem Faktor 2:3 hochskaliert werden, was wie beim Skalieren von PAL und SD-Signalen prinzipiell Skalierungsartefakte erzeugt. Geringer auflösende HD-ready-Bildschirme stellen meistens 1366×768 Bildpunkte dar. Hier muss zur vollen Ausnutzung des Bildschirms mit nichtganzzahligen Übersetzungsverhältnissen skaliert und interpoliert werden, was zu sichtbaren Fehlern führt. Diese Auflösungen haben aber alle das Seitenverhältnis von 16:9, wodurch ohne Verzerrung eine bildschirmfüllende Anzeige erzeugt werden kann.

## Verbreitung
In Europa setzen unter anderem die Sender Arte HD, Das Erste HD, One HD, ZDF HD (alle Deutschland), ORF eins HD, ORF 2 HD, ORF III HD (alle Österreich), SRF 1 HD, SRF zwei HD, RTS Un HD, RTS Deux HD, RSI LA 1 HD, RSI LA 2 HD (alle Schweiz), SVT (Schweden), NRK (Norwegen), DR (Dänemark) und YLE (Finnland) auf 720p.

## Unterstützung in Normen
Sowohl Full-HD- als auch HD-Ready-Displays können 720p in voller Auflösung darstellen. Das Label HD-ready umfasst eigentlich alle HD-fähigen Displays ab 720 Bildzeilen aufwärts. ATSC und Digital Video Broadcasting (DVB) unterstützen 720p.